# Wapienno Przystanek
Wapienno Przystanek – przystanek kolejowy w Wapiennie na linii kolejowej nr 206 Inowrocław Rąbinek – Żnin, w województwie kujawsko-pomorskim.